# Hungry Horse
Hungry Horse is een plaats (census-designated place) in de Amerikaanse staat Montana, en valt bestuurlijk gezien onder Flathead County.

## Demografie
Bij de volkstelling in 2000 werd het aantal inwoners vastgesteld op 934.

## Geografie
Volgens het United States Census Bureau beslaat de plaats een oppervlakte van
4,8 km², geheel bestaande uit land. Hungry Horse ligt op ongeveer 945 m boven zeeniveau.

## Plaatsen in de nabije omgeving
De onderstaande figuur toont nabijgelegen plaatsen in een straal van 24 km rond Hungry Horse.